# Ратледж (Джорджія)
Ратледж (англ. Rutledge) — місто (англ. city) в США, в окрузі Морган штату Джорджія. Населення — 871 особа (2020).

## Географія
Ратледж розташований за координатами 33°37′32″ пн. ш. 83°36′35″ зх. д. / 33.62556° пн. ш. 83.60972° зх. д. (33.625654, -83.609698).  За даними Бюро перепису населення США в 2010 році місто мало площу 8,56 км², з яких 8,47 км² — суходіл та 0,09 км² — водойми.

## Демографія
Згідно з переписом 2010 року, у місті мешкала 781 особа в 306 домогосподарствах у складі 215 родин. Густота населення становила 91 особа/км².  Було 333 помешкання (39/км²).
Расовий склад населення:
| - 65,2 % — білих - 32,8 % — чорних або афроамериканців - 0,5 % — азіатів |

До двох чи більше рас належало 0,9 %. Частка іспаномовних становила 0,6 % від усіх жителів.
За віковим діапазоном населення розподілялося таким чином: 25,6 % — особи молодші 18 років, 59,4 % — особи у віці 18—64 років, 15,0 % — особи у віці 65 років та старші. Медіана віку мешканця становила 43,6 року. На 100 осіб жіночої статі у місті припадало 92,8 чоловіків;  на 100 жінок у віці від 18 років та старших — 80,4 чоловіків також старших 18 років.
Середній дохід на одне домашнє господарство  становив 61 581 долар США (медіана — 38 125), а середній дохід на одну сім'ю — 57 199 доларів (медіана — 41 417). За межею бідності перебувало 18,4 % осіб, у тому числі 24,7 % дітей у віці до 18 років та 12,7 % осіб у віці 65 років та старших.
Цивільне працевлаштоване населення становило 385 осіб. Основні галузі зайнятості: освіта, охорона здоров'я та соціальна допомога — 17,9 %, роздрібна торгівля — 15,8 %, будівництво — 15,6 %.